# Bou Jedyane
Bou Jedyane  (in arabo بوجديان‎?) è un centro abitato e comune rurale del Marocco situato nella provincia di Larache, regione di Tangeri-Tetouan-Al Hoceima. Conta una popolazione di 11 166 abitanti (censimento 2014).